# Harlech Castle
Harlech Castle ist eine Burgruine in Gwynedd in Wales. Die als Kulturdenkmal der Kategorie Grade I klassifizierte und als Scheduled Monument geschützte Ruine gilt als ein herausragendes Beispiel für die europäische Militärarchitektur des späten 13. und frühen 14. Jahrhunderts und gehört zum Weltkulturerbe der UNESCO.

## Lage
Die Burg liegt oberhalb des Marschgebiets Morfa Harlech auf einer 61 m hohen, an drei Seiten steil abfallenden Felsklippe, dem Harlech Dome, inmitten der Stadt Harlech. Im Mittelalter grenzte die Felsklippe vermutlich unmittelbar an die Tremadog Bay. Von der Burg führte eine Treppe zu einem Anlegeplatz am Meer, so dass die Burg im Notfall mit Schiffen versorgt werden konnte. Heute ist das Meer etwa einen Kilometer entfernt.

## Geschichte

### Zwingburg zur Beherrschung des eroberten Wales

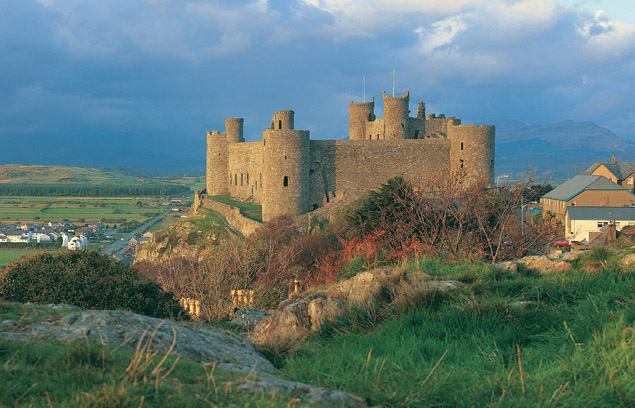
Harlech Castle von Süden

Nach der Eroberung des walisischen Castell y Bere während des zweiten Feldzugs von König Eduard I. gegen den walisischen Fürsten Llywelyn ap Gruffydd erreichten die englischen Truppen unter Otton de Grandson im April 1283 die Tremadog Bay und begannen unverzüglich mit dem Bau der Burg auf der beherrschenden Klippe über dem Meer. Die Burg war Teil des „eisernen Rings“ von Burgen zwischen Flint und Aberystwyth, die entlang der Küste von Snowdonia, dem Zentrum des walisischen Widerstands gegen die englische Eroberung, errichtet wurden. In den nächsten sechs Jahren errichtete eine Armee von Handwerkern und Arbeitern unter der Aufsicht des königlichen Baumeisters James of St. George die Burg. Auf dem Höhepunkt der Bauarbeiten 1286 waren fast 950 Männer mit dem Bau beschäftigt, so dass die Burg bereits 1289 vollendet war. Von 1290 bis 1293 war James of St. George selbst Constable der Burg. Östlich der Burg entstand das von englischen Kolonisten besiedelte Borough Harlech. Während des walisischen Aufstands von 1294 konnte die Besatzung die Belagerung durch Madog ap Llywelyn abwehren, weil sie mit Schiffen aus Irland mit Nachschub versorgt werden konnte. Nach der Revolte wurde der Zugang zum Meer am Fuß der Klippe weiter befestigt, 1322 wurde die bisher zum Tor führende Rampe durch eine durch zwei Tortürme gesicherte Brücke ersetzt.

### Residenz von Owain Glyndŵr
Während der Rebellion von Owain Glyndŵr spielte die Burg eine Schlüsselrolle. Die Revolte brach 1400 aus und erfasste bald weite Teile Wales. Nach einer langen Belagerung musste sich die nur schwach besetzte Burg schließlich 1404 den aufständischen Walisern ergeben, als eine französische Flotte die Burg auch von See her blockierte und damit endgültig vom Nachschub abschnitt. Owain Glyndŵr nutzte die Burg als seine Residenz und als sein Hauptquartier. Vermutlich fand hier eine seiner zwei Parlamentsversammlungen statt. Erst nach einer weiteren langen Belagerung, bei der Owains Schwiegersohn Edmund Mortimer starb, konnten die Engländer unter Harry of Monmouth, dem späteren König Heinrich V. Anfang 1409 die Burg zurückerobern.

### Letzter Stützpunkt der Lancastrianer während der Rosenkriege

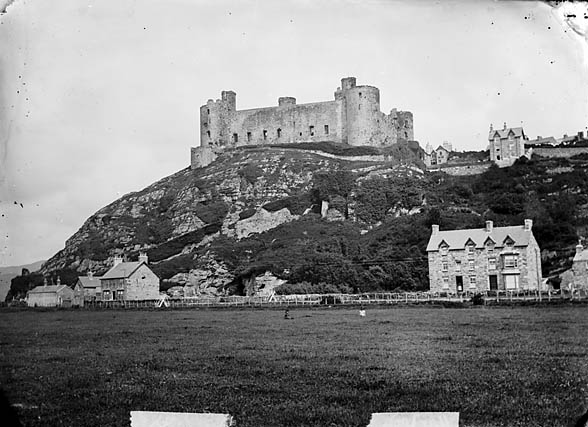
Harlech Castle um 1875

Während der Rosenkriege flüchtete Königin Margarete von Anjou mit ihrem Sohn Edward nach der Niederlage in der Schlacht von Northampton 1460 nach Harlech Castle. Jasper Tudor verstärkte die Besatzung der Burg nach der Niederlage von Towton 1461, und nach 1462 war die Burg der letzte Stützpunkt der Lancastrianer in Wales und wurde von einer Garnison unter Führung von Dafyd ap Eynon und Richard Tunstall verteidigt. Die Besatzung widerstand den Angriffen und Angeboten der Yorkisten, die Burg zu übergeben, und unternahm selbst Überfälle und Plünderungszüge in Nordwales. Nachdem Jasper Tudor im Juni 1468 nach Harlech zurückkehrte und mit einer Truppe unter seiner Führung einen Raubzug bis nach Denbigh unternommen hatte, beauftragte König Eduard IV. William Herbert mit der Eroberung der Burg. Herbert sammelte eine 9000 Mann starke Armee an der walisischen Grenze. Während sein Bruder Richard Herbert mit einem Teil der Streitmacht von Norden heranrückte und die Truppen Tudors besiegte, marschierte William Herbert von Süden heran. Beide Armeen verwüsteten die Umgebung der Burg und vereinigten sich vor der Burg, so dass sich die ausgehungerte Besatzung schließlich am 14. August 1468 ergab, nachdem Jasper Tudor aus der Burg geflüchtet war. Während der Waliser Dafyd ap Eynon von den Siegern begnadigt wurde, wurden Tunstall und die anderen Engländer nach London gebracht und im Tower inhaftiert, wo einige von ihnen hingerichtet wurden. Im Dezember 1468 begnadigte der König schließlich die übrigen Soldaten der Garnison. Jasper Tudor war der Einschließung der Burg entkommen. Diese Belagerung von 1461 bis 1468 gilt als längste Belagerung einer Burg in Großbritannien.

### Vom Ende des Mittelalters bis heute
Nach den Rosenkriegen verlor die Burg ihre militärische Bedeutung und diente nur noch als Schuldgefängnis. Während des Englischen Bürgerkriegs besetzte eine royalistische Garnison die Burg, weshalb sie als letzte königliche Burg in Wales 1647 von Parlamentstruppen erobert wurde. Danach verfiel die Burg langsam. 1914 wurde die Ruine dem Office of Works übergeben, das nach dem Ersten Weltkrieg die Ruine sichern und restaurieren ließ. 1969 wurde die Ruine dem Secretary of State for Wales übergeben. 1986 wurde die Ruine von der UNESCO zusammen mit den Burgen und Stadtmauern von Caernarfon und Conwy sowie Beaumaris Castle zum Weltkulturerbe ernannt. Die Ruine wird heute von Cadw betreut und ist ganzjährig zu besichtigen.

## Anlage

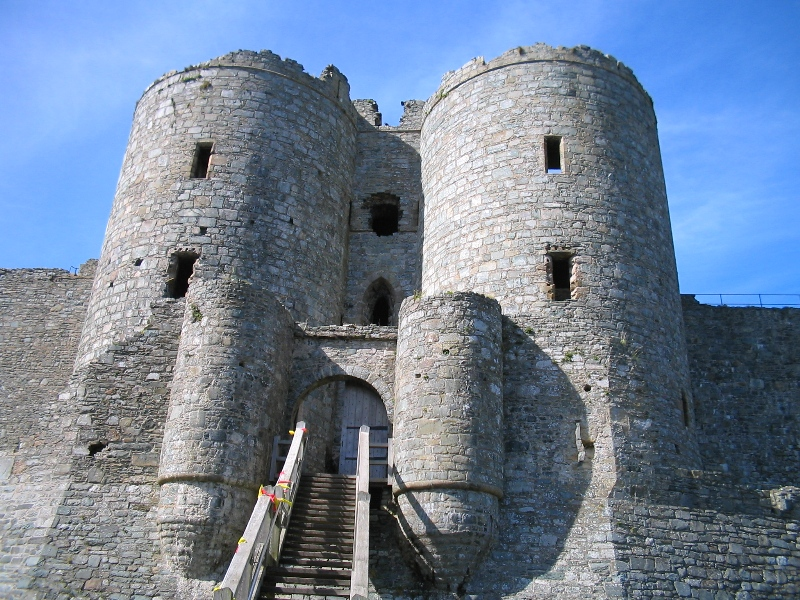
Torhaus von Harlech Castle

Die mittelalterliche Anlage des späten 13. Jahrhunderts ist baulich fast unverändert erhalten. Während die Klippe nach Norden, Westen und Süden steil abfällt, wurde die Burg im Osten und im Süden durch einen in den Fels gehauenen Graben von der östlich gelegenen Stadt getrennt. Die Stadt selbst wurde in ausreichendem Abstand vor der Burg angelegt, um Belagerern keine Deckungsmöglichkeiten zu bieten.
Die eigentliche Burg besteht aus einem doppelten, in etwa quadratischen Mauerring. Aufgrund der Lage konnte einzig von der Ostseite der Zugang erfolgen. Von den beiden durch Zugbrücken gesicherten Tortürmen, die den Zugang über den Graben schützen, sind jedoch nur noch die Grundmauern erhalten. Die äußere, niedrigere Ringmauer ist nur stark beschädigt erhalten. Sie verläuft in engem Abstand vor der inneren Ringmauer; ihr Tor ist durch zwei kleine Rundtürme gesichert.
Die innere, fast vollständig mit Wehrgängen erhaltene Ringmauer besitzt vier runde Ecktürme, die die hohe Mauer nur geringfügig überragen. Die gefährdete Ostseite ist dicker als die übrigen Seiten ausgeführt und bis zu 4 m dick. Das mächtige Torhaus an der Ostseite wird von zwei halbrunden Türmen flankiert, überraschenderweise besitzt die zwischen den beiden Türmen im ersten Obergeschoss gelegene Kapelle ein großes Außenfenster. Die nicht gewölbte Tordurchfahrt im Erdgeschoss war durch drei Gusslöcher und mehrere Tore gesichert, zusätzlich konnte die Durchfahrt durch Schießscharten von den angrenzenden Wachräumen verteidigt werden. Im ersten Obergeschoss befanden sich vermutlich die Wohnräume des Constable, im zweiten Obergeschoss befanden sich Gästezimmer, die dem König oder anderen hochrangigen Besuchern vorbehalten waren. Zum Innenhof besitzt das Torhaus zwei schlanke Treppentürme sowie eine ins Obergeschoss führende Außentreppe. Außerdem haben die Obergeschosse mehrere große Fenster zum Innenhof, weshalb das Torhaus anders als bei Beaumaris oder Caerphilly Castle nicht zusätzlich die Funktion eines Keeps hatte.

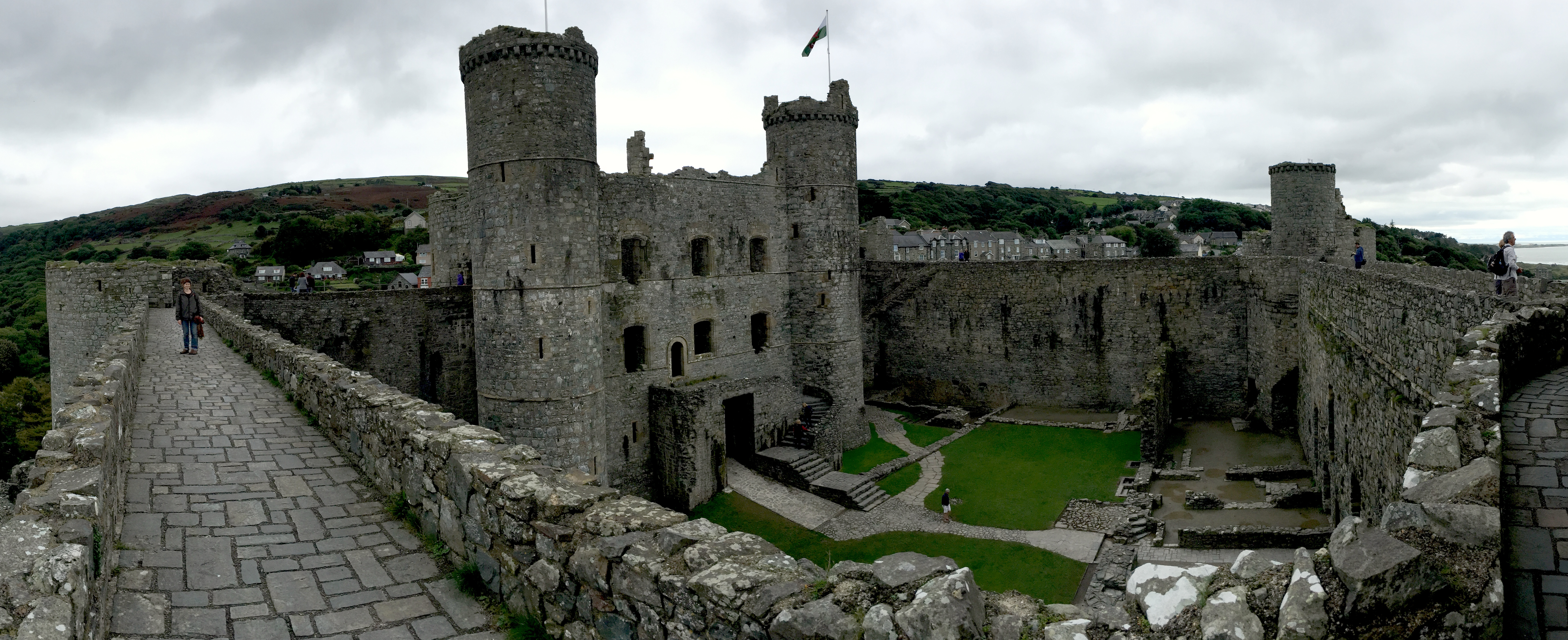
Innenhof

Der Innenhof ist überraschend klein, da ein Großteil der Fläche von den von innen an die Ringmauer angebauten Gebäuden eingenommen wurde. Von diesen sind aber teils nur noch die Grundmauern erhalten. Im westlichen Teil befand sich der Palas mit der Wohnhalle und der Küche. Da der Palas an die besonders steil abfallende Westseite grenzte, besaß er mehrere große Fenster in der Außenmauer. An der Nordmauer waren die Kapelle und das Backhaus angebaut, und an der Südmauer befand sich ein Getreidespeicher sowie eine hölzerne Wohnhalle, die ursprünglich als Residenz von Llywelyn ap Gruffydd gedient hatte. Die Halle wurde als Symbol des englischen Sieges im 6 km entfernten Ystumgwern ab- und in der Burg wieder aufgebaut. Die Ecktürme, die ohne Dächer und Zwischendecken erhalten sind, enthielten zusätzliche Unterkünfte.
Die äußere Ringmauer besitzt eine von zwei kleinen halbrunden Türmen gesicherte Ausfallpforte an der Nordseite, ein weiterer kleiner Turm befindet sich an der Südseite. An der Südwestecke der äußeren Mauer beginnt die zum Fuß der Klippe führende Treppe mit 137 Stufen, die auf halber Höhe durch ein Tor mit Zugbrücke zusätzlich gesichert war. Um den Fuß der Klippe verläuft eine weitere, heute stark beschädigte Mauer, durch die im Mittelalter ein Tor direkt zum Meer führte.

## Sonstiges
Der mythische walisische König Bran der Gesegnete soll vom Harlech Dome aus den irischen König Matholwch gesehen haben, als dieser per Schiff zu ihm kam, um um die Hand seiner Schwester Branweg anzuhalten.
Die langjährige Belagerung der Burg während der Rosenkriege gilt traditionell als Ursprung des Liedes Men of Harlech. Das Lied wurde einige Jahre nach der Eroberung der Burg geschrieben und ist sowohl in Amerika wie auch in Wales als Militärmarsch oder auch als Schlachtgesang von Rugbyfans populär.